# Skull and Bones (gra komputerowa)
Skull and Bones – fabularna gra akcji wyprodukowana przez Ubisoft Singapore i wydana przez Ubisoft. Gra została wydana na Windows, PlayStation 5 i Xbox Series X/S 16 lutego 2024 roku.

## Rozgrywka
Skull and Bones to fabularna gra akcji osadzona w otwartym świecie wzorowanym na prawdziwych lokalizacjach. Gracz sterując statkiem z perspektywy trzeciej osoby może m.in. podróżować do innych miejsc, atakować graczy i forty. Statek może zostać wyposażony w działa, pancerz i elementy zmieniające wygląd. Istnieje możliwość zejścia na ląd, gdzie gracz ma szansę kupić zapasy u postaci niezależnych, przyjąć zlecenia czy handlować z innymi graczami.

## Produkcja
Gra powstała przy użyciu silnika Ubisoft Anvil. Studio odpowiedzialne za produkcję gry, Ubisoft Singapore, uzyskało wsparcie finansowe rządu Singapuru na dofinansowanie produkcji gry. Produkcja Skull and Bones trwała od 2016 roku, a w międzyczasie nieustannie zmieniano osoby odpowiedzialne za kształt gry; łącznie w procesie tworzenia uczestniczyło troje reżyserów kreatywnych (creative directors). Ze względu na wysokie nakłady finansowe gra była kosztowna w chwili premiery, a prezes Ubisoftu Yves Guillemot określił ją marketingowym terminem „AAAA”, kładącym nacisk na najwyższy priorytet produkcyjny.

## Odbiór
Wątek fabularny został oceniony negatywnie. Travis Northup z IGN stwierdził, że w Skull and Bones znaczące dla fabuły są tylko dwie z nielicznych postaci niezależnych, a i te zdaniem recenzenta są nieciekawe. Northup skomentował także drastyczne zmiany względem wersji beta. Przykładowo, w wersji wydanej w chwili premiery pojawia się moment, gdy gracz spotyka nieżyjącego pirata, który we wczesnej wersji gry mógł zostać napotkany, gdy jeszcze żył. Matt Wales piszący dla serwisu Eurogamer uznał, że fabuła gry to sztampowa opowieść o wojnie frakcji złożonych z postaci pozbawionych uroku. Jego zdaniem gra nie jest szczególnie wciągająca, ale nadaje niezgrabnej mechanice Skull and Bones pewnego pędu narracyjnego. Redaktor czasopisma CD-Action krytykował podejście do rozgrywki, porównując ją do gier mobilnych. Wszystkie [...] wady rozgrywki sprawiają natomiast, że produkcję będzie bardzo trudno naprawić, bo już same założenia nie nadają się do niczego.